# Єнтафу
Єнтафу, рожевий суп з локшиною (тай. เย็นตาโฟ, кит.: 酿豆腐, дослівно «фарширований тофу») — популярна страва в китайській та тайській кухні. Може вживатися як суп чи «сухим» без бульйону.

## Походження

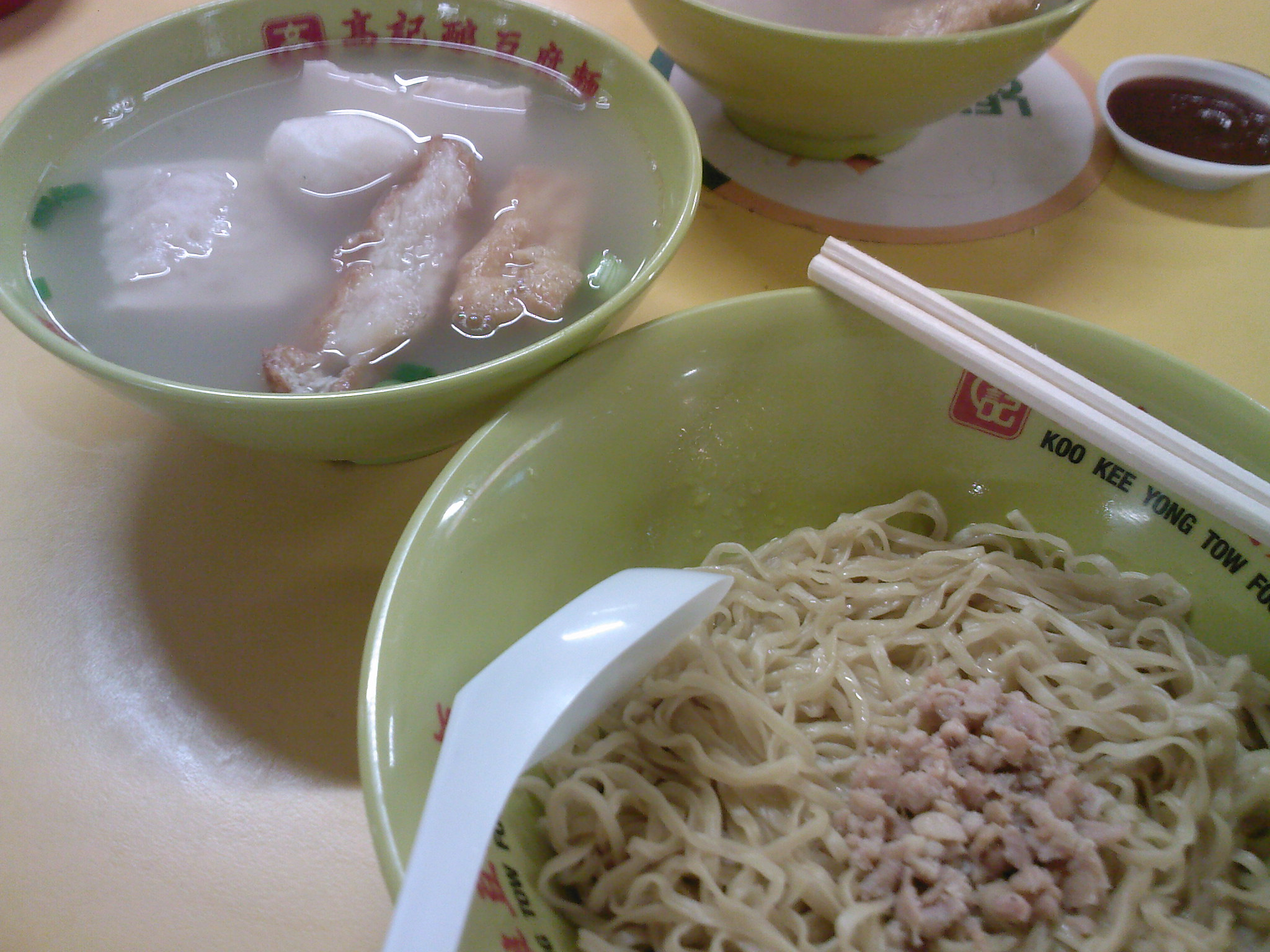
Компоненти супу

Походить з кухні народності хакка.

## Приготування
Основою страви є соус єнтафу, що виготовляється з ферментованого тофу, соусу сірача, часнику, солі, цукру, оцту.
Китайський варіант використовує рибну пасту, м'ясний фарш як наповнювач до овочів (окра, китайський гіркий гарбуз, перець) та кубиків тофу з вирізаним отвором. Фаршировані овочі та тофу просмажують в олії. Отримані інгредієнти поливають соусом та бульйоном.
У тайському варіанті єнтафу може мати широкий спектр інгредієнтів: мітболи, фішболи, каракатиця, окра, водяна берізка, крабові палички. Усі компоненти супу нарізають на шматки, які можна легко покласти до рота, швидко проварюють у бульйоні і подають. Інколи бульйон подають окремо. Разом з єнтафу подають варений рис або локшину. Суп не відрізняється від інших супів з локшини, окрім того, що він має присмак соусу єнтафу.
Для бульйону виварюють свинячі кістки протягом 2 годин. Окремо готують локшину. Суп збирають перед тим як подають на стіл.